# پنوان
پنوان (به انگلیسی: Panwan) یک روستا در پاکستان است که در ناحیه ننکانه صاحب واقع شده‌است.